# Krystju Wapcarow
Krystju Georgijew Wapcarow, znany jako Kyci Wapcarow (bułg. Кръстю Георгиев Вапцаров; ur. 25 lipca 1963 w Ruse) – bułgarski reżyser, aktor, prezenter telewizyjny i pisarz.
Laureat nagrody w kategorii best short z Philadelphia Independent Film Festival.

## Reżyseria
| Rok  | Tytuł                         |
| ---- | ----------------------------- |
| 2006 | Gospod se griżi za wsiczki    |
| 2007 | Bezsmyrtijeto w drewen Egipet |
| 2008 | Dobre doszli na Zemjata       |
| 2009 | Global Crisis                 |

## Filmografia

### Kino
| Rok  | Tytuł             | Rola   |
| ---- | ----------------- | ------ |
| 1988 | AtaKaMus          |        |
| 1993 | La Donna E Mobile | Pastor |

### Telewizja
| Rok             | Tytuł                   | Rola                 |
| --------------- | ----------------------- | -------------------- |
| 1991            | Koj e po po naj         | prezenter, producent |
| 1993–1994       | Superszou Newada        | prezenter            |
| 1995–2005, 2013 | Risk peczeli, risk gubi | prezenter, producent |
| 2005–2009       | Gorcziwo                | producent            |
| 2009            | Lubowni igri            | producent            |
| 2012            | VIP Brother 4           | uczestnik            |
| 2014            | Kato dwe kapki woda     | uczestnik            |

## Książki
- Seks za duszata I część
- Seks za duszata II część

## Nagrody
| Organizator                              | Nagroda                            |
| ---------------------------------------- | ---------------------------------- |
| Sofijski Międzynarodowy Festiwal Filmowy | Nominacja Przesłanie dla człowieka |
| Philadelphia Independent Film Festival   | Nagroda w kategorii best short     |